# فردین عابدینی
فردین عابدینی (زاده ۱۳۷۰ در تبریز) بازیکن فوتبال ایرانی می‌باشد که در باشگاه فوتبال مس سونگون بازی می‌کند.

## تراکتورسازی
او در فصل ۹۰–۹۱ توسط امیرقلعه نویی جذب تراکتورسازی گشت و با دریبل‌ها و تکنیک‌های منحصر به فردش به یکی از بهترین و محبوب‌ترین بازیکنان تراکتورسازی تبدیل گشت. در فصل ۹۰–۹۱ به تیم تراکتورسازی پیوست ولی در همان اوایل فصل از ناحیهٔ رباط صلیبی آسیب دید و کل فصل را از دست داد.
فردین عابدینی در نیم فصل لیگ ۹۲–۹۳ به تراکتورسازی پیوست و در چند بازی در ترکیب این تیم به میدان رفت.

## افتخارات
باشگاهی
- نائب قهرمانی لیگ برتر فوتبال ایران ۹۲–۱۳۹۱ به همراه تراکتور
- نائب قهرمانی لیگ برتر فوتبال ایران ۹۱-۹۰ به همراه تراکتور